# يوسف معلوف
يوسف معلوف (14 أكتوبر 1914 - 15 نوفمبر 1972) هو مخرج مصري من أصل لبناني أخرج العديد من الأفلام.

## حياته الفنية
اشترك في تمثيل عدد من الأفلام الأمريكية بعد انضمامه إلى نقابة السينمائيين في هوليود، عمل كمساعد مخرج مع عدد من المخرجين من عام 1945 منهم محمود ذو الفقار ومحمد عبد الجواد، قدم أول فيلم له كمخرج لفيلم (في الهوا سوا) عام 1951.
سافر إلى لبنان عام 1962 واستقر بها وأخرج هناك بعض الأفلام وفي سوريا أخرج عدد من الافلام منها رسول الغرام عام 1963 والأجنحة المتكسرة ولقاء في تدمر عام 1964 والرهينة عام 1966 وأنا عنتر والصعاليك عام 1967 وواحد + واحد عام 1972.

## وفاته
تُوفِّي بشكل مفاجئ عندما وقع ميتًا في الشّارع عَقِبَ خُروجه من عرض فيلم أمريكي في إحدى دور السّينما اللبنانيّة في ساحة البرج.

## أفلامه
- 1951: في الهوا سوا
- 1951: الدنيا حلوة
- 1952: حياتي أنت
- 1952: آمال
- 1952: الهوا مالوش دوا
- 1953: دكتور بالعافية
- 1954: مغامرات إسماعيل يس
- 1954: بحبوح أفندي
- 1957: الست نواعم
- 1959: أحلام البنات
- 1961: أعز الحبايب
- 1963: رسول الغرام
- 1964: عقد اللولو
- 1964: الأجنحة المتكسرة
- 1965: لقاء في تدمر
- 1966: أنا عنتر
- 1966: المليونيرة
- 1966: الرهينة
- 1968: الصعاليك
- 1971: واحد + واحد
- 1971: الثعلب
- 1972: رحلة حب
- 1972: مقلب حب

## وصلات خارجية
- يوسف معلوف على موقع IMDb (الإنجليزية)
- يوسف معلوف على موقع الدهليز
- يوسف معلوف على موقع قاعدة بيانات الأفلام العربية
- يوسف معلوف على موقع قاعدة بيانات الفيلم (الإنجليزية)